# Jean-François Chassay
Jean-François Chassay (né en 1959) est un écrivain et professeur de littérature québécois.

## Biographie
Jean-François Chassay étudie à l'Université de Montréal. Il est professeur titulaire au Département d'études littéraires de l'Université du Québec à Montréal (UQAM) depuis 1991 (professeur titulaire depuis 1998). Il a été membre de la rédaction et codirecteur de la revue Spirale (1984-1992), puis directeur de la revue Voix et images (1998-2001). Il tient régulièrement, depuis 1986, des chroniques littéraires à la radio de Radio-Canada (En toutes lettres, Fictions, Littérature actuelle, Le temps perdu, Paysages littéraires, Midi culture, Indicatif présent, Plus on est de fous, plus on lit). Il a publié une vingtaine de livres (romans, essais, anthologies, Actes de colloque). En 2002, il remportait le Grand prix d'excellence en recherche décerné par le réseau de l'Université du Québec.
Ses travaux portent notamment sur les interactions entre culture scientifique et littéraire. Spécialiste des littératures américaines, il s'intéresse aussi au roman urbain, au roman français contemporain et à l'Oulipo (en particulier à l'œuvre de Georges Perec).

## Publications

### Livres

#### Études
- Les livres curieux, Montréal, Leméac, 2015, 272 p.  (ISBN 978-2-7609-9451-5)
- Le monstre au bistouri, Neuilly-lès-Dijon, Le murmure, coll. « Borderline », 2014, 69 p.  (ISBN 978-2-915099-88-1)
- Au cœur du sujet. Imaginaire du gène, Montréal, Le Quartanier, coll. « Erres essais », 2013, 382 p.  (ISBN 9782896980901)
- La littérature à l'éprouvette, Montréal, Boréal, coll. « Liberté grande », 2011, 135 p.  (ISBN 978-2-7646-2131-8)
- Si la science m'était contée. Des savants en littérature, Paris, Seuil, coll. « Science ouverte », 2009, 303 p.  (ISBN 978-2-02-098565-9)
- Dérives de la fin. Sciences, corps et villes, Montréal, Le Quartanier, coll. « Erres essais », 2008, 220 p.  (ISBN 978-2-923400-41-9)
- Imaginer la science. Le savant et le laboratoire dans la fiction contemporaine, Montréal, Liber, 2003, 242 p.  (ISBN 2-89578-028-5)
- Fils, lignes, réseaux. Essai sur la littérature américaine, Montréal, Liber, 1999, 287 p.  (ISBN 2-921569-71-X)
- Robert Coover. L’écriture contre les mythes, Paris, Belin, coll. « Voix américaines », 1996, 126 p.  (ISBN 2-7011-2226-0)  (ISSN 1275-0018)
- L'ambiguïté américaine: le roman québécois face aux États-Unis, Montréal, XYZ, coll. « Théorie et littérature », 1995, 197 p.  (ISBN 2-89261-132-6)
- Le jeu des coïncidences : La vie mode d'emploi de Georges Perec, Montréal/Paris, HMH/Le Castor astral, coll. « Brèches », 1992, 172 p.  (ISBN 2-85920-195-5)

#### Ouvrages collectifs
- Jean-François Chassay, Daniel Grenier et William S. Messier (dir.), Les voies de l'évolution : de la pertinence du darwinisme en littérature, Montréal, Université du Québec à Montréal, Figura, Centre de recherche sur le texte et l'imaginaire, 2013, 191 p.  (ISBN 9782923907314)
- Jean-François Chassay et Éric Giraud (dir.), Contemporanéités de Gertrude Stein. Comment lire, traduire et écrire Gertrude Stein aujourd'hui, Lyon, Éditions des archives contemporaines, 2011, 191 p.  (ISBN 978-2-8130-0034-7)
- Jean-François Chassay (dir.), Le scientifique entre Histoire et fiction, Montréal, La Science se livre, 2005, 101 p.
- Jean-François Chassay (dir.), Colloque de Montréal, Paris, Le Castor astral, coll. « Cahiers Georges Perec », no 8, 2004, 265 p.  (ISBN 2-85920-582-9)
- Jean-François Chassay et Bertrand Gervais (dir.), Les lieux de l'imaginaire, Montréal, Liber, 2002, 306 p.  (ISBN 2-89578-017-X)
- Tangence, no 70, 2002. Numéro « La science des écrivains » sous la direction de Jean-François Chassay.
- Jean-François Chassay, Jean-François Côté et Bertrand Gervais (dir.), Edgar Allan Poe. Une pensée de la fin, Montréal, Liber, 2001, 200 p.  (ISBN 2-921569-91-4)
- Jean-François Chassay (dir.), L'album du théâtre Ubu, Montréal/Carnières, Cahiers de Théâtre Jeu/Lansmann, 1994, 143 p.  (ISBN 2-920999-03-6)  (ISBN 2-87282-083-3)

#### Anthologies
- Imaginaire de l'être artificiel. Anthologie, Québec, Presses de l'Université du Québec, coll. « Approches de l'imaginaire », 2010, 238 p.  (ISBN 978-2-7605-2612-9)
- Anthologie de l’essai au Québec depuis la Révolution tranquille, Montréal, Boréal, 2003, 242 p.  (ISBN 2-7646-0250-2)
- Jean-François Chassay, Jacques Pelletier et Lucie Robert (dir.), Littérature et société, Montréal, VLB éditeur, coll. « Essais critiques », no 7, 1994, 446 p.  (ISBN 2-89005-568-X)
- Jean-François Chassay et Monique LaRue, Promenades littéraires dans Montréal, Montréal, Québec/Amérique, 1989, 274 p.  (ISBN 2-89037-447-5)

#### Romans
- Sous pression, Montréal, Boréal, 2010, 232 p.  (ISBN 978-2-7646-2001-4)
- Laisse, Montréal, Boréal, 2007, 187 p.  (ISBN 978-2-7646-0525-7)
- Les taches solaires, Montréal, Boréal, 2006, 366 p.  (ISBN 2-7646-0428-9)
- L'angle mort, Montréal, Boréal, 2002, 326 p.  (ISBN 2-7646-0187-5)
- Les ponts, Montréal, Leméac, 1995, 259 p.  (ISBN 2-7609-3175-7)
- Obsèques, Montréal, Leméac, 1991, 242 p.  (ISBN 2-7609-3138-2)

#### Nouvelles
- Requiem pour un couple épuisant et autres nouvelles, Montréal, Leméac, 2015, 168 p.  (ISBN 978-2-7609-3397-2)

### Livres et chapitres de livres (sélection)
- « La stratégie du désordre : une lecture de textes montréalais », Études françaises, vol. 19, no 3,‎ hiver 1983, p. 93-103 (lire en ligne).
- « Outrager le texte : Mario, de Jean Baudin », Revue d’histoire littéraire du Québec et du Canada français, no 11, hiver-printemps 1986, p. 113-116.  (ISSN 0713-7958)  (ISBN 2-7603-0095-1).
- « À propos des ‘‘machines écrivantes’’ », Études françaises, vol. 22, no 3,‎ hiver 1986, p. 61-69 (lire en ligne).
- « “La Main” de Montréal », Vice versa, no 24, juin 1988, p. 24-25. Avec Monique LaRue
- « Espace urbain et espace littéraire », La Petite Revue de philosophie, no 20, automne 1989, p. 85-99. Avec Monique LaRue.
- « Montréal et les États-Unis : idéologie et interdiscursivité chez Jean Basile et Réjean Ducharme », Voix et images, no 48, printemps 1991, p. 503-513.  (ISSN 0318-9201)  (ISBN 2-89276-090-9).
- « 55-107 », Le Devoir, 17 août 1991, p. A1 et A4. Repris dans Robert Lévesque (sous la dir. de), Avoir 17 ans, Montréal, Québec/Amérique, coll. « Littérature d’Amérique », 1991, p. 123-129.  (ISBN 2890375501)
- « Entre la nature et le livre, la ville. Le paysage montréalais, à la lecture de quelques romans québécois francophones », International Journal of Canadian Studies / Revue internationale d’études canadiennes, no 4, automne 1991, p. 111-125.
- « L’apache et le capitaliste. Le poète et ses textes dans les romans montréalais de Réjean Ducharme », dans Madeleine Frédéric (sous la dir. de), Actes du séminaire de Bruxelles (septembre-décembre 1991). Montréal, mégapole littéraire, Bruxelles, Université libre de Bruxelles, Centre d’études canadiennes, 1992, p. 99-116.
- « L’autre ville américaine. La présence américaine dans le roman montréalais (1945-1970) », dans Pierre Nepveu et Gilles Marcotte (sous la dir. de), Montréal imaginaire. Ville et littérature, Montréal, Fides, 1992, p. 279-322.  (ISBN 2-7621-1615-5)
- « Écrire contre l’image : le roman et l’idéologie de la communication », TLE (Théorie - Littérature - Enseignement), no 10, 1992, p. 69-79.  (ISSN 0295-1843)
- « Un imaginaire amnésique », dans Montréal, l’oasis du nord, Paris, Autrement, « Série monde », no 62, mai 1992, p. 167-171.
- « Destin littéraire de Montréal (le fil d’Ariane) », Écrits du Canada français, no 76, 4e trimestre 1992, p. 15-37.
- « ‘‘Traduit de l’américain’’ », Études françaises, vol. 28, nos 2-3, automne-hiver 1992, p. 69-81 (lire en ligne)  (ISSN 0014-2085)  (ISBN 2-7606-2438-2)
- « L’obsession de connaître (Beaulieu face à Melville) », Tangence, no 41, octobre 1993, p. 69-85.  (ISSN 0226-9554)
- « La contrainte américaine : Madeleine Monette et Monique LaRue », dans Benoît Melançon et Pierre Popovic (sous la dir. de), Montréal 1642-1992. Le grand passage, Montréal, XYZ éditeur, coll. « Théorie et littérature », 1994, p. 219-229.  (ISBN 2-89261-103-2)
- « S’enfuir ou s’enfouir : espaces ducharmiens », dans Benoît Melançon et Pierre Popovic (sous la dir. de), Miscellanées en l’honneur de Gilles Marcotte, Montréal, Fides, 1995, p. 251-266.  (ISBN 2-7621-1849-2)
- « Le créateur seul face à lui-même : l’écrivain et la masturbation », dans Pierre Popovic et Érik Vigneault (sous la dir. de), Les dérèglements de l’art. Formes et procédures de l’illégitimité culturelle en France (1715-1914), Montréal, Presses de l’Université de Montréal, 2000, p. 229-246.  (ISBN 2-7606-1786-6)
- « Apocalypse sur l’écran (cathodique) : le crépuscule des dieux, version Updike, Tangence, no 61, 2000.  (ISSN 0226-9554)
- « Apocalypse scientiste et fin de l’humanité : Les particules élémentaires de Michel Houellebecq », dans Pascal Brissette, Paul Choinière, Guillaume Pinson et Maxime Prévost (sous la dir. de), Écritures hors-foyer. Actes du Ve Colloque des jeunes chercheurs en sociocritique et en analyse du discours et du colloque «Écritures hors-foyer : comment penser la littérature actuelle ?». 25 et 26 octobre 2001, Université de Montréal, Montréal, Université McGill, Chaire James McGill de langue et littérature françaises, coll. « Discours social / Social Discourse », nouvelle série / New Series, no 7, 2002, p. 171-188.
- « Fin de partie », Recherches sémiotiques / Semiotic Inquiry, vol. 22, nos 1-2-3, 2002, p. 159-178.  (ISSN 0229-8651)
- « Quand la voix tient à un fil », Études françaises, vol. 39, no 1,‎ 2003, p. 81-97 (lire en ligne).
- « André Belleau, lecteur de Norbert Wiener », Voix et images, no 125, hiver 2017, p. 47-58.  (ISSN 0318-9201)